# Tácticas romanas de infantería

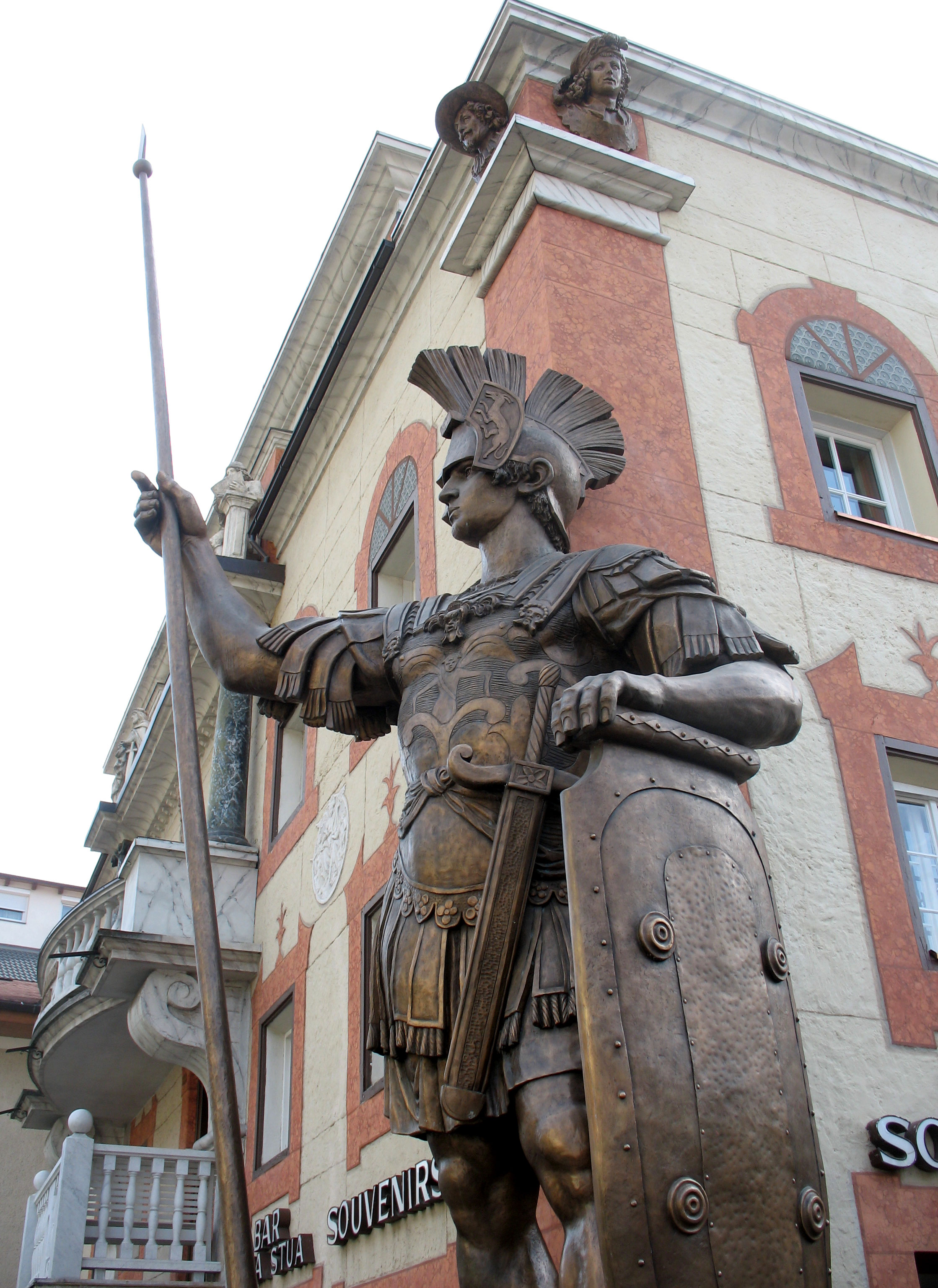
Escultura de Johann Baptist Moroder-Lusenberg (1870 – 1932) situada en la "Villa Venecia" en Ortisei, Italia.

Las tácticas romanas de infantería hacen referencia a la colocación, formaciones y maniobras teóricas e históricas de la infantería romana desde los comienzos de la República hasta la caída del Imperio romano de Occidente. El artículo comienza con una visión general del entrenamiento romano. También se analiza el desempeño de la infantería romana contra las tropas enemigas, y culmina con un resumen de aquello que convirtió a las tácticas y estrategia romanas en efectivas a lo largo de su historia, al igual que un debate en torno a cómo y por qué esta efectividad finalmente desapareció.
Este artículo se centra principalmente en tácticas romanas: cómo se preparaban para la batalla, y cómo evolucionaron para enfrentarse a una variedad de enemigos a lo largo del tiempo. No intenta una cobertura detallada de temas como pueden ser la estructura o equipación del ejército romano. En el artículo se exponen diferentes batallas que ilustran los métodos utilizados por los romanos, con enlaces a sus artículos principales. Para conocer el trasfondo de la infantería romana con mayor precisión, ver Historia de la estructura del ejército romano. Para un estudio cronológico de las campañas militares de Roma, ver historia de las campañas militares romanas. Para detalles sobre el equipamiento, vida diaria y legiones específicas ver Legión romana y equipo personal en el ejército romano.

## Evolución de las tácticas y estrategia romanas
Las tácticas militares y estrategia de la infantería evolucionaron desde lo que se puede esperar de un pequeño poder tribal que buscaba la hegemonía local, hasta operaciones masivas coordinadas a lo largo de un Imperio mundial. Este avance se vio afectado por cambios troncales en la vida política, social y económica romana, y del mundo mediterráneo en general, pero también se encontraba apuntalado por una "forma romana" característica de hacer la guerra. Esta aproximación incluía una tendencia hacia la estandarización y sistematización del ejército, aprendizaje y copia de tácticas extranjeras, flexibilidad en tácticas y métodos, un férreo sentido de la disciplina, una tenaz persistencia que buscaba la obtención de la victoria en toda su extensión, y la cohesión que les confería el ideal sobre la ciudadanía romana respaldando sus actividades, personificada en la legión.
Estas características se desvanecieron con el tiempo, pero forman una base distintiva sobre la que se construyó el ascenso de Roma a potencia mundial.
Algunas fases clave de esta evolución en la historia militar romana incluyen:
- Fuerzas militares basadas principalmente en infantería pesada de ciudadanos con inicios tribales y uso temprano de elementos estilo falange.
- Sofisticación creciente a medida que la hegemonía romana se expande fuera de Italia hacia el Norte de África, Grecia y Oriente Medio.
- Refinamiento, estandarización y mayor eficiencia continuados en el periodo asociado con Cayo Mario, incluyendo una base más amplia de incorporación de ciudadanos en el ejército, mayor profesionalidad y tiempo de permanencia en el servicio militar.
- Expansión, flexibilidad y sofisticación continua desde el final de la República hasta los tiempos de los césares.
- Creciente barbarización, trastornos y debilitamiento en las unidades de infantería pesada a favor de la caballería y tropas más ligeras.
- Caída del Imperio romano de Occidente y fragmentación en pequeñas y débiles fuerzas locales, inversión del estatus de la caballería e infantería en el Imperio romano de Oriente, con fuerzas de catafractos conformando la élite, y la infantería quedando relegada a tropas auxiliares.

## Entrenamiento, armas y equipo - Visión general
Con el tiempo, variaron los roles y equipamiento asociados al sistema militar, pero a lo largo de la historia romana, siempre se mantuvo como una máquina de guerra disciplinada y profesional. Los soldados se entrenaban como en cualquier otro ejército desde el reclutamiento inicial, haciendo instrucción sobre armas y armaduras, marcha en formación y ejercicios tácticos. El régimen normal de entrenamiento consistía en gimnasia y natación, para mantener a los soldados en forma, lucha con armatura (armas de madera) para aprender y perfeccionar técnicas de combate, y largas marchas con equipamiento completo para fortalecer el aguante, fondo y acostumbrar a los soldados a la dureza de una campaña, que solían ser de 30 km y repetirse al menos dos veces en el mes.
Los ejercicios de entrenamiento de combate consistían en atacar con un gladius de madera a un maniquí, también de madera, portando armadura completa. También combatían entre ellos con esas mismas armas. Los legionarios eran entrenados especialmente para lanzar estocadas desde el resguardo de sus grandes escudos (scutums) ya que eran conscientes de que una simple herida de 3 o 4 cm de profundidad podía causar la muerte; por eso enfatizaban las técnicas de apuñalamiento rápido en áreas vitales o entre los huecos de la armadura. En la columna de Trajano en Roma, se pueden ver imágenes de la época de soldados romanos combatiendo y les muestran con el pie izquierdo y el escudo adelantados, mientras el pie derecho se mantenía apoyado atrás y girado en ángulo recto hacia fuera. Esto indica un estilo de lucha parecido al boxeo, donde el escudo es utilizado para empujar y bloquear al enemigo mientras la espada, en la mano derecha, es utilizada para descargar el golpe de gracia. Otros ejercicios de entrenamiento enseñaban al legionario a arrojar los pila, obedecer órdenes y adoptar formaciones de combate.
Un legionario portaba por regla general unos 27 kilos, entre armadura, armas y equipo de campaña diverso. En el soldado de la Tardorrepublica y del Bajo Imperio, la carga consistía en la armadura, si bien la lorica segmentata (armadura de placas) tenía un peso mayor que la lorica hamata (cota de malla), la espada, un escudo, dos pila (uno más ligero y otro más pesado), el pugio o daga y raciones de campaña para quince días. También llevaban herramientas para cavar y construir un castra, o campamento fortificado base de la legión.
Cuando finalizaba el entrenamiento, los legionarios debían realizar un juramento de lealtad al SPQR (Senatus Populus Que Romanus) el Senado y el pueblo romano en época de la república, o bien al emperador en tiempos del Imperio. Cada soldado recibía un diploma y era enviado a combatir con su vida por la gloria y el honor de Roma.

## Operaciones y tácticas -teoría

Campamento fortificado romano:
1. Principia
2. Via Praetoria (Vía pretoriana o trasversal)
3. Via Principalis (Vía principal)
4. Porta Principalis Dextra (Puerta derecha)
5. Porta Praetoria (puerta principal)
6. Porta Principalis Sinistra (Puerta izquierda)
7. Porta Decumana (Puerta trasera)

### Autoridad, control y estructura
Una vez el soldado había terminado su entrenamiento, era generalmente asignado a una legión, la unidad de combate masiva básica. La Legión se subdividía en diez unidades llamadas cohortes, a grandes rasgos comparables con un batallón de infantería moderno. Las cohortes, por su lado, se dividían en tres manípulos, que a su vez estaban formados por dos centurias de 80 hombres cada una. Cada centuria se subdividía en diez contubernios de ocho hombres cada uno. El contubernio era la unidad básica de combate de la legión romana. La fuerza total de la legión al completo era de sesenta centurias (cuatro mil ochocientos hombres). La primera cohorte de una legión era generalmente la unidad de élite, que portaba el mejor equipo y los soldados más veteranos y hábiles. Varias legiones unidas daban lugar a una fuerza de campo distintiva, un "ejército".
El mando supremo de cada legión o ejército era ejercido por un cónsul, procónsul o pretor. En casos de emergencia en la época republicana, también podía tomar el mando del mismo un dictador. Un pretor o propretor solo podía comandar una única legión, y nunca un ejército consular, que normalmente consistía en dos legiones romanas y una cantidad pareja de tropas aliadas. En el periodo republicano temprano, era rutinario en un ejército la doble autoridad, con dos cónsules que se alternaban diariamente en el mando. En siglos posteriores esto se vio modificado en beneficio de un único comandante en jefe del ejército. Los legados eran oficiales de rango senatorial que asistían al comandante supremo. Los tribunos eran por regla general jóvenes aristócratas que supervisaban tareas administrativas como la construcción de campamentos. Los centuriones (equivalentes a grandes rasgos a un suboficial de la actualidad, pero que actuaban como capitanes modernos en operaciones de campo) dirigían cohortes, manípulos y centurias. En ocasiones eran utilizados cuerpos especiales de operaciones como ingenieros y armeros.

### Marcha de aproximación
Una vez la legión se hallaba en campaña, comenzaba la marcha. En general, el orden de marcha dependía mucho del tipo de resistencia que el comandante de la tropa pensara encontrar en el camino, variando desde el orden habitual que, por ejemplo, nos describe Josefo en sus Guerras judías hasta la formación de un orbis, una formación especial en el que la legión se dividía en sus respectivas centurias que formaban un cuadro (ver diagrama adjunto;) En un caso de peligrosidad media, la aproximación al campo de batalla se llevaba a cabo en formación de varias columnas, que incrementaban la maniobrabilidad. Normalmente, un cuerpo de vanguardia bien armado precedía al cuerpo principal. Este cuerpo incluía exploradores, caballería y tropas ligeras. Un tribuno u otro oficial acompañaban frecuentemente a esta vanguardia para batir el terreno y buscar posibles lugares donde establecer un campamento. También se desplegaban unidades de flanqueo y reconocimiento que servían de cobertura. Tras la vanguardia venía el cuerpo principal de infantería pesada. Cada legión marchaba como una formación compacta, acompañada de su propio tren de suministros. La última legión normalmente actuaba de retaguardia, aunque las unidades más recientes del ejército podían ocupar este escalón final.

### Construcción de campamentos fortificados.
Las legiones en campaña normalmente construían campamentos fortificados completos, reforzados mediante empalizadas y un profundo dique, que proveían una base para el almacenamiento de suministros, reorganización de tropas y defensa. Los romanos construían un nuevo campamento cada vez que recorrían un día de marcha (alrededor de 30 km). Los campamentos eran destruidos al día siguiente, antes de retomar la marcha. Además de una necesidad militar, representaban un simbolismo religioso. Existían cuatro puertas de acceso, conectadas por dos arterias principales, que se cruzaban en el centro del campamento, lugar donde se encontraban las tiendas de mando. Del mismo modo, se respetaba un espacio para la construcción de un altar donde poder llevar a cabo los oficios religiosos. Todo se hallaba estandarizado, desde la posición del equipaje, equipamiento y unidades del ejército específicas, hasta los deberes de los oficiales que debían distribuir centinelas, piquetes y órdenes para la marcha del próximo día. La construcción del campamento llevaba entre 2 y 5 horas, durante las cuales parte del ejército trabajaba, mientras el resto montaba guardia, dependiendo de la situación táctica. Ningún otro ejército mantenía durante tanto tiempo este método sistemático de construcción de campamentos, incluso si el ejército descansaba por solo un día. En el interior se establecían las tiendas de campaña. La del general ocupaba un lugar privilegiado.

### Levantamiento del campamento y marcha
Tras un desayuno regimentado a la hora indicada, sonaban las trompetas. Las tiendas y cabañas del campamento eran desmanteladas y se hacían las preparaciones para la partida. La trompeta sonaba entonces una vez más con la señal de alerta para la marcha. Se cargaban las mulas y vagonetas del tren de suministros y formaban las unidades. El campamento era entonces incendiado y destruido para evitar que fuera ocupado por el enemigo. Sonaban entonces las trompetas por última vez preguntado a las tropas por tres veces si estaban listas y dispuestas, a lo que se esperaba que respondieran al unísono, antes de comenzar de nuevo la marcha.

### Inteligencia
Los buenos comandantes romanos no dudaban en utilizar un servicio de inteligencia, particularmente en situaciones de asedio o cuando se avecinaba un combate campal. Recababan información de espías, colaboradores, embajadores, enviados especiales y aliados. Mensajes interceptados durante la segunda guerra púnica, por ejemplo, permitieron a los romanos enviar a dos ejércitos a interceptar al ejército cartaginés de Asdrúbal Barca pasados los Alpes, evitando que se reuniera con Aníbal. Los comandantes también se mantenían alerta a la situación en Roma, dado que enemigos y rivales políticos podían utilizar una campaña poco exitosa para infligir un golpe a la carrera de un oficial. Durante esta fase inicial también se llevaba a cabo el habitual reconocimiento de campo, por medio de patrullas o incursiones de prueba, que tenían el objetivo de descubrir puntos débiles en el frente enemigo, capturar prisioneros e intimidar a los habitantes de la zona.

### Logística
La logística romana resultó la más efectiva del mundo antiguo, a lo largo de los siglos: desde el despliegue de agentes comerciales para comprar provisiones de forma sistemática durante una campaña, hasta la construcción de carreteras y almacenes de suministros, pasando por el alquiler de transporte marítimo si las tropas debían viajar sobre las aguas. Todo el equipamiento y material pesado (tiendas, artillería, armamento de reserva, piedras de afilar, etc) era empaquetado y transportado por animales y carros, mientras las tropas llevaban consigo petates individuales, que incluían palas y bastones para construir los campamentos fortificados. Como el resto de ejércitos, aprovechaban las oportunidades puntuales, y los campos sembrados de aquellos granjeros lo bastante desafortunados como para encontrarse cerca del área de conflicto solían ser esquilmados para satisfacer las necesidades del ejército. Como ocurre con la mayoría de las fuerzas armadas, un tropel de comerciantes, buhoneros, prostitutas y otros proveedores de diversos servicios les seguía a todas partes.

### Moral
Si el campo de batalla potencial se hallaba próximo, el movimiento se hacía más lento y cuidadoso. Podían mantenerse varios días en el mismo lugar estudiando el terreno y la oposición, mientras las tropas se preparaban mental y físicamente para la batalla. Arengas, sacrificios a los dioses y anuncios de buenos augurios podían llevarse a cabo. También podían sucederse demostraciones prácticas para evaluar la reacción del enemigo y elevar la moral de las tropas. Parte del ejército podía abandonar el campamento y desplegarse en línea de batalla ante el enemigo. Si el enemigo rehusaba mostrarse dispuesto a ofrecer batalla, el comandante podía lanzar una arenga moral a sus hombres, contrastando la cobardía del enemigo con la resolución de sus propias tropas.
El historiador Adrian Goldsworthy señala que tales maniobras previas a la batalla eran típicas de ejércitos antiguos, pues cada bando buscaba ganar la mayor ventaja posible antes de que estallara el combate. Varios autores clásicos relatan escenas de comandantes rivales negociando o debatiendo en general, como ocurre en la famosa conversación entre Aníbal y Escipión el Africano previa a la batalla de Zama. Pero sea cual sea la realidad de estos encuentros, o lo floridas y recargadas que fueran las palabras utilizadas en las arengas, el único encuentro que tenía una importancia decisiva era la batalla.

### Despliegue para la batalla - La línea triple otriplex acies
Las maniobras previas a la batalla permitían a los comandantes enfrentados apreciar cómo sería el combate que se avecinaba, pero el momento exacto en que estallara y el resultado final del mismo podían resultar impredecibles. Las escaramuzas podían descontrolarse, terminando con ambas fuerzas lanzándose una contra la otra. Consideraciones políticas, escasez de suministros o incluso rivalidad entre comandantes en busca de gloria podían desatar también un ataque frontal, como ocurrió en la batalla del Trebia.

#### Disposición de la línea triple
Una vez la maquinaria había comenzado a rodar, la infantería romana era por regla general desplegada, como cuerpo principal, de frente al enemigo. Durante el despliegue en la era romana, los manípulos se disponían comúnmente en triplex acies (triple orden de batalla): es decir, en tres niveles, con los asteros en primera fila (la más cercana al enemigo), los principes en segunda, y los veteranos triarios en la tercera y última, en posición de rodillas, para que no se lanzaran de improviso al fragor de la batalla, o, en ocasiones, incluso más atrás como reserva estratégica. Cuando se sufría una derrota, la primera y segunda línea (principes y "hastatos") retrocedían hasta los triarios para recomponer las líneas y efectuar un contraataque o retirada organizada. Dado que retroceder hasta los triarios era una medida desesperada, la frase "bajar a los triarios" (ad triarios rediisse) se convirtió en una frase típica romana para referirse a una situación desesperada.
Con este sistema de triplex acies, escritores romanos contemporáneos hablan de manípulos que adoptaban la formación de damero llamada quincunx cuando eran desplegados para la batalla pero antes de entrar en combate. En la primera línea, los asteros dejaban huecos equivalentes en tamaño al área de intersección entre dos manípulos. La segunda línea consistía en principes dispuestos de manera similar, alineados tras los huecos dejados por la primera línea. Esto mismo hacía la tercera línea, que se colocaba entre los huecos de la segunda línea. Los vélites se disponían aún más adelante, en una línea continua y poco compacta.
La maniobra romana era compleja, se mezclaba con el polvo de miles de soldados posicionándose, y el griterío de oficiales que se desplazaban entre líneas intentando mantener el orden. Varios miles de hombres debían reorganizarse de una formación en columna a otra de línea, con cada unidad ocupando su lugar designado, junto a tropas ligeras y caballería. Los campamentos fortificados se disponían y organizaban para facilitar el despliegue. La colocación inicial podía llevar algo de tiempo, pero una vez llevada a cabo representaba una fuerza de combate formidable, normalmente dispuesta en tres líneas con un frente tan extenso que llegaba a ocupar más de un kilómetro y medio.
El despliegue en tres líneas sería mantenido a lo largo de los siglos, aunque las reformas marianas retiraron paulatinamente la mayoría de las distinciones basadas en edad y clase, estandarizaron el armamento y reorganizaron las legiones en unidades mayores de maniobra como cohortes. El tamaño total del ejército y duración del servicio militar se incrementaron sobre una base más permanente.

#### Maniobrabilidad de la línea triple
Mientras el ejército se aproximaba al enemigo, los vélites al frente lanzaban sus jabalinas contra las líneas rivales, y retrocedían por los huecos entre las líneas de asteros. Esto aportaba una importante innovación, dado que en otros ejércitos de la época los escaramuzadores debían retirarse entre las filas de su ejército, causando confusión; o bordeando sus propios flancos. Una vez los vélites se retiraban tras los asteros, la centuria "posterior" marcharía hacia la izquierda y adelante, presentando así una línea sólida de combate. El mismo procedimiento se empleaba a medida que los vélites llegaban a la segunda y tercera línea, o bien estos se retiraban a los lados para canalizar el hueco existente entre la primera y segunda líneas en ruta, para ayudar en la cobertura de los flancos de la legión.
En este punto, la legión presentaba una línea sólida frente al enemigo, con lo que se encontraba en la formación idónea para el choque. Cuando el enemigo se aproximaba, los asteros cargaban. Si estuvieran perdiendo terreno, la centuria 'posterior' regresaría a su posición re-creando los huecos. Entonces, los manípulos retrocederían a través de ellos hacia los príncipes, que seguirían el mismo procedimiento de formar una línea de batalla y cargar. Si los príncipes no eran capaces de romper las líneas enemigas, se retirarían tras los triarios, y el ejército al completo dejaría el campo de batalla en orden y concierto.
El sistema manipular permitía enfrentarse a cualquier tipo de enemigo, incluso en terreno accidentado, pues otorgaba flexibilidad y consistencia a la legión de acuerdo al despliegue de sus líneas. La carencia de un cuerpo de caballería poderoso, sin embargo, representaba una gran desventaja para las fuerzas romanas.
En el ejército tardío imperial, el despliegue general era muy similar: las cohortes se desplegaban en un patrón quincunx. Como reflejo de la colocación inicial de los veteranos triarios en retaguardia, las cohortes menos experimentadas (normalmente la 2ª, 3ª, 4ª, 6ª y 8ª) se disponían en vanguardia; las cohortes más veteranas (1ª, 5ª, 7ª, 9ª y 10.ª) se colocaban tras las primeras.

#### Variaciones en la formación
El capítulo previo relataba los procedimientos estándar, y era modificado a menudo. Por ejemplo, en Zama, Escipión desplegó toda su legión en una única línea para envolver a Aníbal, tal y como este último había hecho en la batalla de Cannas. En la imagen se aprecia un breve resumen de las distintas formaciones alternativas:

### Combate de campo y utilización de máquinas de guerra

#### Enfrentamiento cuerpo a cuerpo tras el lanzamiento de proyectiles
Una vez finalizado el despliegue y escaramuzas iniciales descritos anteriormente, el cuerpo principal de infantería pesada cerraba los huecos y atacaba al unísono. Las primeras filas normalmente lanzaban sus pila, y las siguientes alzaban las suyas sobre las cabezas de los primeros. Si el lanzamiento de una jabalina no causaba la muerte o hería a un oponente, se doblaba, haciéndola inutilizable por sus enemigos, de la misma forma, si esta penetraba un escudo, al doblarse inutilizaba al mismo. Tras el lanzamiento, los soldados desenvainaban sus espadas y se lanzaban contra el enemigo. Se hacía especial énfasis en la utilización del escudo para suministrar la máxima cobertura del cuerpo, mientras se atacaba la parte expuesta del cuerpo del enemigo. En el combate consiguiente, la disciplina romana, el pesado escudo, armadura y entrenamiento les otorgaba especial ventaja.

#### Elshockdel combate
Algunos sabios de la infantería romana mantienen que el intenso trauma y estrés del combate cuerpo a cuerpo implicaba que los contendientes no se golpeaban uno al otro continuamente hasta que uno caía. En lugar de ello, existían cortos periodos de lucha frenética. En momentos de indecisión, los contendientes podían separarse una corta distancia para tomar aliento, y acelerarse de nuevo hacia delante para retomar el duelo. Otros soldados detrás ocuparían el hueco, enfrentándose a nuevos enemigos o cubriendo a sus compañeros. Un guerrero individual podía, por tanto, contar con un alivio momentáneo, en lugar de una interminable lucha a muerte o hasta quedar incapacitados de una grave herida. Con el progreso de la batalla, el estrés físico y mental se intensificaba. El aguante y fuerza de voluntad requería una nueva carga, que llevaba consigo un ataque más frenético y desesperado. Eventualmente un bando comenzaría a romperse, momento en el cual comenzaba la auténtica masacre.

#### Utilización de máquinas de guerra y fuego de cobertura
Muchas batallas romanas, especialmente durante el Imperio tardío, contaban con fuego de preparación procedente de onagros y balistas. Estas máquinas constituían un rudimentario cuerpo de artillería, disparaban grandes flechas y piedras sobre las formaciones enemigas (aunque muchos historiadores se cuestionan la efectividad real de dichas armas). Siguiendo esta barrera de proyectiles, avanzaba la infantería romana, en cuatro líneas, hasta que se encontraban a treinta metros del enemigo. En ese momento, se detenían, enarbolaban sus pila y cargaban. Si la primera línea era rechazada por el enemigo, una nueva línea ocuparía su lugar rápidamente. A menudo, esta rápida secuencia de ataques mortales, comparable a olas rompiendo contra la costa, se convertía en clave para conseguir la victoria. Otra táctica común consistía en provocar al enemigo con cambios prefijados y misiles rápidos de los auxiliares equites (caballería auxiliar), que forzaban al ejército rival a perseguirles. En este momento podían ser arrastrados a una emboscada, donde sufrirían el contraataque de caballería e infantería pesada romanas.

### Ventajas de la línea triple

#### Flexibilidad en las maniobras - intervalos en combate
Algunas fuentes antiguas como Polibio parecen dejar implícito que las legiones podían luchar con huecos entre sus líneas. Sin embargo, la mayoría de las fuentes parecen admitir que era más común formar una línea compacta que ofreciera un frente sólido. Se han tomado varias aproximaciones para reconciliar estas ideas con los escritos antiguos. Las ventajas de los huecos son obvias cuando una formación está en marcha: puede fluir más cómodamente esquivando obstáculos y mejora la maniobrabilidad y el control. Tal y como los romanos hacían en tiempos de la República, posicionar equipajes entre las líneas, de modo que la carga no era fácilmente capturada y el ejército podía disponerse con rapidez para la batalla utilizando estos como cobertura. Cuando la marcha de aproximación finalizaba, sería muy difícil desplegar un ejército ileso en cualquier terreno que no fuera totalmente llano, sin algún tipo de intervalo. Muchos ejércitos antiguos utilizaban huecos de algún tipo, incluso los cartagineses, que replegaban a sus escaramuzadores a través de esos espacios antes de que comenzara el combate principal. Incluso otros ejércitos más desorganizados como los germanos cargaban en grupos diferenciados con pequeños huecos entre líneas, en lugar de marchar en línea.
Luchar con discontinuidades en la línea es posible, por tanto, tal y como aseguran escritores como Polibio. Lo que, de acuerdo a aquellos que defienden que la formación de quinqux era la principal matriz de falange romana, hizo que la táctica romana destacara, era que sus intervalos eran por regla general más grandes y sistemáticamente organizados que los de otros ejércitos de la Antigüedad. Cada hueco era cubierto por manípulos o cohortes de líneas posteriores. Cualquier penetración de importancia no ocurriría sin más: no solo sería golpeada lateralmente cuando cruzara el nivel de la primera línea, sino que sería recibida por unidades agresivas avanzando para cubrir el espacio. Desde una visión más general, a medida que la batalla ganaba o perdía intensidad, nuevas unidades de refuerzo se desplegarían a través de los intervalos para relevar a los soldados de primera línea, permitiendo una presión continua hacia adelante.
Un escenario posible para no utilizar huecos es un campo de batalla de espacio limitado, como una colina o garganta, donde es imposible expandirse sin límite. Otro podría ser una formación de ataque determinada, como la flecha discutida más arriba, o un movimiento envolvente como el de la batalla de Ilipa. Otro podría ser una maniobra de cierre, cuando se construye una línea sólida para efectuar un último empujón final, como ocurrió en la batalla de Zama. En el clamor de la batalla también era posible que, a medida que las unidades se fusionaban en línea, el espacio de tablero se comprimiera o incluso desapareciera, y un espectador vería una línea más o menos sólida combatiendo al enemigo. En los ejércitos de Julio César, la utilización del quincunx y sus espacios parecía haber declinado, y sus legiones generalmente se disponían en tres líneas compactas como se muestra más arriba, con cuatro cohortes al frente, y tres de manera escalonada. Esta formación seguía siendo flexible, sin embargo, y seguía utilizando huecos y adoptando una o dos líneas de acuerdo a las necesidades tácticas.

#### Mayor aguante en el combate: reservas y formaciones en profundidad
Otra característica única de la infantería romana era la profundidad de su espaciado. La mayoría de los ejércitos antiguos se desplegaban de forma más superficial, particularmente las tropas de falange. Las falanges podían incrementar su profundidad para añadir aguante y poder de choque, pero su aproximación general seguía favoreciendo una línea maciza, en contraposición con la disposición de tres líneas romana. La ventaja principal del sistema romano consistía en la proyección del poder de ataque hacia adelante continuamente, durante un periodo mayor de tiempo - renovando constantemente la presión en el frente - hasta que se rompía la línea enemiga.
El momento en que enviar al combate a la segunda y tercera líneas requería cuidadosa deliberación por parte del comandante romano: si se lanzaban demasiado pronto, podían verse envueltas en la lucha frontal y terminar exhaustas. Si, por el contrario, se desplegaban demasiado tarde, podrían ser barridas por la primera línea en retirada cuando comenzara a romperse. Había de mantenerse un estricto control, de ahí que la tercera línea (los triarios) fuera en ocasiones ordenada arrodillarse o acuclillarse, evitando así que acudieran al frente de forma prematura. El comandante romano se encontraba constantemente en movimiento, de un lugar a otro, y a menudo cabalgando a retaguardia en persona para guiar a los refuerzos, si no había tiempo para mandar un mensajero. El gran número de oficiales en el ejército típico romano y la subdivisión flexible en unidades más pequeñas como cohortes o manípulos, ayudaba en gran medida a la coordinación de estos movimientos.
Fuera cual fuese la formación adoptada, sin embargo, la presión continua del combate hacia el frente se efectuaba de modo constante:

Cuando la primera línea como un ente único había hecho su labor y se veía debilitada y exhausta por las bajas, permitía el relevo de fuerzas de refresco procedentes de la segunda, quienes, cruzando a través de la primera gradualmente, presionaban hacia el frente uno a uno o en conjunto, abriéndose hueco hacia la lucha de este modo. Mientras tanto, los soldados cansados de la primera línea, cuando recuperaban fuerzas, se reorganizaban y volvían al combate. Este proceso se repetía hasta que todos los hombres de la primera y segunda líneas habían entrado en combate, lo que no necesariamente implicaba una retirada de la primera línea, sino más bien una fusión, mezcla o cohesión de ambas. De este modo, el enemigo no tenía descanso y era enfrentado incesantemente por tropas frescas hasta que, agotado y desmoralizado, cedía ante los repetidos ataques.

### Órdenes tácticas tras el despliegue

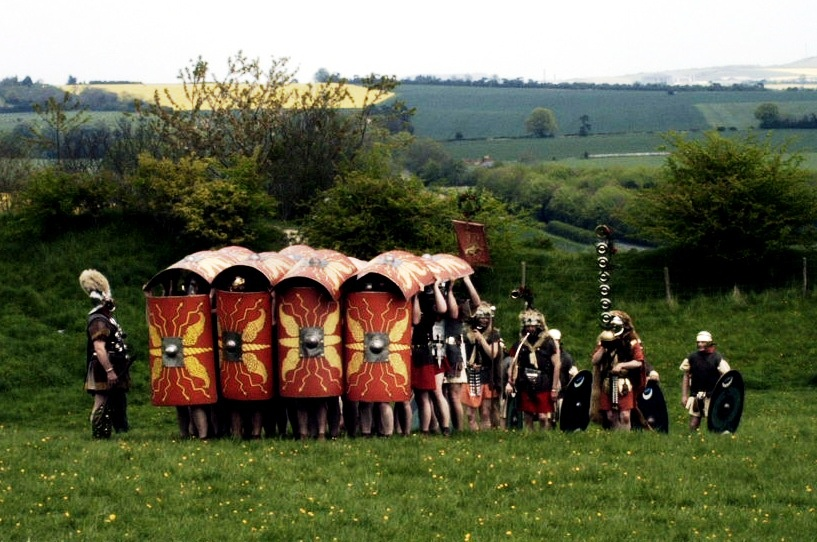
Varios actores muestran una variante del testudo o formación de tortuga romana.

Cualquiera fuese el tipo de despliegue, el ejército romano tenía una marcada flexibilidad, disciplina y cohesión. Se asumían diferentes formaciones de acuerdo a diferentes situaciones tácticas.
- Repellere equites ("repeler caballos") era la formación utilizada para resistir las cargas de caballería. Los legionarios asumían una formación en cuadro, sosteniendo sus pila como lanzas en el hueco entre dos escudos, y se dispondrían hombro con hombro.
- A la orden eicere pila ("lanzar pila"), los legionarios arrojaban sus pila al enemigo.
- A la orden cuneum formate ("formad en flecha"), la infantería formaba una flecha para cargar y romper la línea enemiga. Esta formación se utilizaba como táctica de choque.
- A la orden contendite vestra sponte ("Enfrentaos a vuestro rival"), los legionarios asumían disposición agresiva y atacaban a cualquier rival que se les opusiera.
- A la orden orbem formate ("formad en orbe"), los legionarios asumían una formación circular, con los arqueros situados en el centro y tras los legionarios, suministrando fuego de cobertura. Esta táctica se utilizaba principalmente cuando un pequeño destacamento debía mantener una posición y se hallaba rodeado de enemigos.
- A la orden ciringite frontem, los legionarios mantenían la posición.
- A la orden frontem allargate ("ensanchad el frente"), los legionarios se dispersaban en una formación más suelta. Esta orden se utilizaba principalmente cuando recibían una lluvia de flechas del enemigo durante una carga.
- A la orden testudinem formate ("formad en tortuga"), los legionarios adoptaban la formación en testudo o tortuga. Se movía lentamente pero resultaba prácticamente impenetrable al fuego enemigo, y por tanto muy efectiva durante asedios o cuando se enfrentaban a un copioso fuego enemigo. Sin embargo, resultaba una formación débil para el combate cuerpo a cuerpo, por lo cual solo se adoptaba cuando el enemigo se hallaba lo suficientemente lejos para que los legionarios tuvieran tiempo de recomponer la formación antes de recibir la carga rival.
- A la orden Agmen formate ("formad en cuadro"), los legionarios se disponían en cuadro, formación más común de una centuria durante la batalla.

## Técnicas de asedio y fortificaciones de campo

### Sitiando ciudades
De oppido expugnando ("sitiando ciudades") era una táctica utilizada cuando los romanos efectuaban un asedio. Se dividía en tres fases:

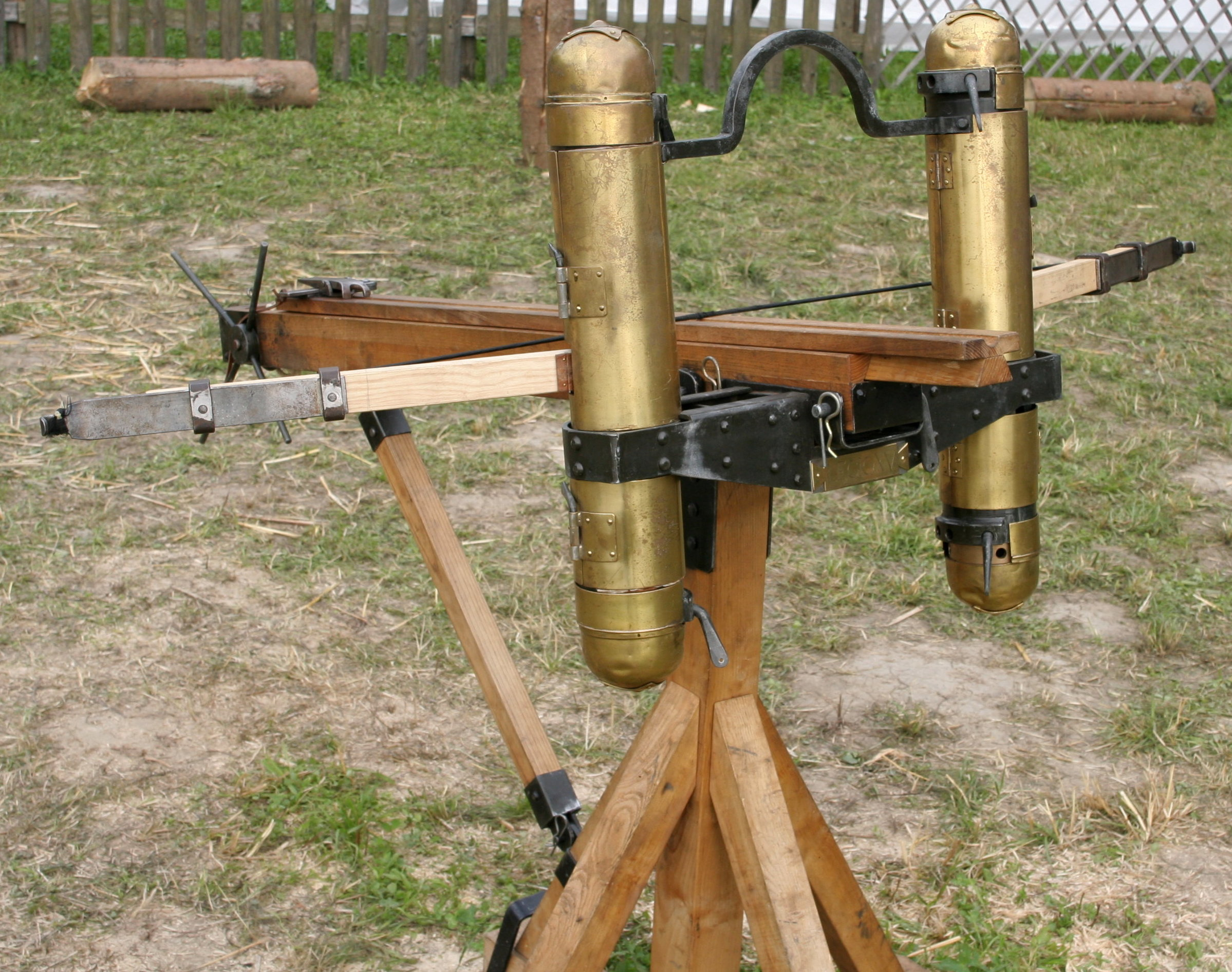
Reconstrucción moderna de Ballista.

1. En la primera fase, los ingenieros (cohors fabrorum) construían un campamento fortificado cerca de la ciudad, con muros de contravallatum y  torres de vigía (turres extruere) para evitar que penetraran refuerzos enemigos. En ocasiones, se construían muros de circunvalación alrededor del perímetro de la ciudad, como Julio César hizo en la batalla de Alesia. También podían recurrir a minas bajo los muros enemigos.
2. La segunda fase comenzaba con fuego de onagros y balistas, que pretendía cubrir la aproximación de las torres de asedio, llenas de legionarios dispuestos a asaltar los muros de la ciudad. Entretanto, otras cohortes se aproximaban a las murallas en formación de tortuga, portando escalas y arietes, destinados a forzar las puertas y escalar los muros de la ciudad.
3. La tercera fase incluía la apertura del portón principal de la ciudad por parte de las cohortes que habían conseguido penetrar en la ciudad o escalar las murallas, si el ariete no había conseguido derribar las puertas. Una vez se abría la puerta principal o se desplomaba una sección de muralla, la caballería y el resto de cohortes entraban en la ciudad para acabar con los defensores restantes.

### Fortificaciones de campo
Mientras que poderosas ciudades y fuertes, junto a asedios elaborados para capturarlas, eran algo común en el mundo antiguo, los romanos eran únicos entre los ejércitos de la época en utilizar de forma masiva fortificaciones de campo. Campaña tras campaña, se gastaba un tremendo esfuerzo para cavar - un trabajo realizado por el legionario raso. Su equipo de campo incluía una pala, una dolabra o pico y una canasta para depositar la suciedad. Algunos soldados llevaban también una especie de cortacésped. Con este equipo cavaban trincheras, construían muros y empalizadas y tendían carreteras de asalto. Son bien conocidas las operaciones de Julio César en Alesia. El campamento de César rodeaba la ciudad gala, construido con murallas dobles macizas que mantenían en el interior de la ciudad a los defensores y evitaban la llegada de refuerzos. Una red de campamentos y fuertes se incluía en estos trabajos. La trinchera interior por sí sola tenía una profundidad de 20 pies (6,1 m) y César reencauzó un río para llenarla de agua. El terreno fue cubierto con alambre de hierro en varios lugares para disuadir a los galos de intentar un asalto. Sorprendentemente para una batalla tan centrada en la infantería, César confiaba en un fuerte contingente de caballería para contrarrestar las salidas galas. Irónicamente, muchos de estos jinetes procedían de tribus germánicas con las que el triunviro se había reconciliado poco tiempo antes.
El poder de las fortificaciones romanas de campo ya ha sido mencionado pero, en otras ocasiones, los romanos utilizaban trincheras para asegurar sus flancos contra un movimiento envolvente si eran superados ampliamente en número, como hizo César durante sus operaciones en la Galia belga. En la región de Bretaña, fueron construidos diques y rompeolas para asaltar los fuertes costeros galos. También se utilizaron zanjas, trincheras enfrentadas y otros trabajos en las luchas internas entre César y Pompeyo, mientras los oponentes maniobraban uno contra otro en batalla campal. En los últimos tiempos del Imperio la utilización extensiva de estas fortificaciones declinó, paralelamente a la utilización de la infantería pesada. De cualquier modo, representaron un punto de inflexión para la ascensión incansable de Roma como poder hegemónico en el mundo antiguo.

## Tácticas de infantería - Estudio de rendimiento

### Infantería romana contra falange helénica

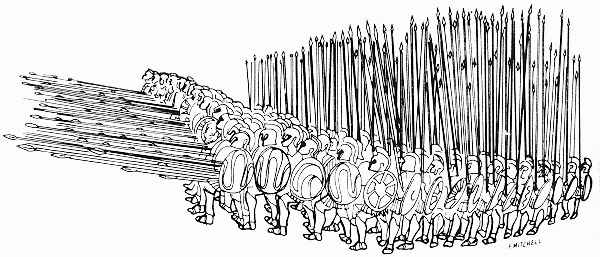
Falange macedonia en marcha.

#### Puntos fuertes de la falange
Previamente al ascenso de Roma, la falange helénica representaba la principal fuerza de infantería del mundo occidental. Se había convertido en dueña y señora de los campos de batalla desde Esparta a Macedonia, enfrentándose con éxito a otros ejércitos extraeuropeos como los de Persia o India. Unida en una masa acorazada y equipada con grandes sarissas de 12 a 21 pies (6,4 m) de longitud, la falange resultaba una fuerza formidable. Aunque en ocasiones adoptaba una configuración defensiva, la falange era más efectiva cuando se hallaba en movimiento hacia el frente, bien en un combate frontal o en orden oblicuo (escalonado) contra un flanco enemigo, como atestiguan las victorias de Alejandro Magno y el innovador tebano Epaminondas. Combinada con otras formaciones - infantería ligera y caballería - resultaba, en tiempos de Alejandro, imbatible.

#### Debilidades de la falange
No obstante, la falange poseía debilidades clave. Disponía de cierta maniobrabilidad pero una vez se producía el choque esta se veía reducida en gran manera, particularme en terreno accidentado. Su aproximación en "masa densa" la convertía asimismo en una formación rígida. Comprimidas en el clamor de la batalla, sus tropas podían únicamente luchar de forma frontal. La diversidad de tropas daba a la falange una gran flexibilidad pero esta misma flexibilidad se convertía en un arma de doble filo: confiaba en una mezcla de unidades complicada de controlar y posicionar. Esto incluía no solo la infantería pesada típica, caballería e infantería ligera; sino también unidades de élite, grupos medianamente armados además de contingentes extranjeros con su propio estilo de lucha y unidades de choque de elefantes de guerra. Tales fuerzas "variadas" presentaban problemas de organización y comando. Si eran manejadas por un líder capaz de organizarlas y combinarlas en combate, resultaban altamente eficientes. Las campañas de Alejandro, Pirro y Aníbal (una formación al estilo helénico con armas combinadas) así lo demuestran. Sin una cohesión permanente o con líderes mediocres, sin embargo, su eficacia resultaba desigual. El enfrentamiento de Lucio Cornelio Escipión Asiático (hermano de Africanus) contra Antíoco III el Grande en la batalla de Magnesia es un ejemplo de un mal liderazgo de tropas de diversos tipos y un ejemplo de mala cohesión es la fuerza provisional reunida por Aníbal para luchar en Zama. Para cuando los romanos se enfrentaron a los ejércitos helenísticos los griegos habían dejado de utilizar tropas de protección en los flancos y contingentes de caballería y su sistema de combate había degenerado en un mero choque de falanges. Una formación de este estilo fue la que los romanos enfrentaron y derrotaron en la batalla de Cinoscéfalos.

#### Ventajas de la infantería romana
Los propios romanos utilizaban ciertos aspectos de la falange en sus legiones tempranas, de una manera notable la última línea de guerreros de la clásica línea triple: los lanceros triarios. Las largas picas de los triarios eventualmente desaparecieron y todos los legionarios fueron equipados de manera uniforme con gladius, scutum y pilum; y desplegados al distintivo modo romano que proveía una mayor estandarización y cohesión a largo plazo contra las formaciones de estilo helénico.
Las falanges que se enfrentaban a la legión resultaban vulnerables al despliegue en tablero romano, más flexible, que permitía a cada luchador un cierto espacio vital donde enfrentarse cuerpo a cuerpo al enemigo en orden cerrado. El sistema manipular también permitía a unidades completas maniobrar de un modo más amplio, libres de la necesidad de permanecer siempre empaquetados en una formación rígida. La profundidad del despliegue en triple línea ejercía una presión constante y hacia adelante. La mayor parte de las falanges utilizaban una línea enorme de varios rangos de profundidad. Esto podía resultar ventajoso en las primeras fases del combate pero, a medida que más y más hombres se veían envueltos en la batalla, la formación modular romana permitía relevos en la presión que se imponían en una línea más amplia. A la par que el combate se alargaba y se comprimía el campo de batalla, la falange quedaba agotada o inmovilizada en una posición, mientras que los romanos podían no solo maniobrar sino realizar los últimos y definitivos ataques. La disposición del ejército de Aníbal en Zama parece dar muestra de ello: los cartagineses utilizaron una disposición de triple línea, sacrificando sus dos primeras líneas de dudosa calidad y manteniendo en reserva a sus veteranos de Italia para el encuentro final. La colocación de Aníbal era muy recomendable dada su debilidad en caballería e infantería pero no pensó en un sistema de relevos entre líneas como hicieron los romanos. Cada línea luchaba su particular batalla y la última finalmente fue destrozada contra el yunque romano al recibir el ataque de jinetes númidas en retaguardia.
Las legiones convivían y se entrenaban juntas durante un tiempo más largo y eran más uniformes y eficientes (a diferencia de la fuerza final de Aníbal), permitiendo a comandantes mediocres maniobrar y posicionar sus fuerzas de un modo más o menos eficiente. Estas cualidades, entre otras, las convertían en más que un rival para la falange cuando se enfrentaban en combate.

#### Derrotas de la infantería: Roma contra Pirro
El sistema falangista de Pirro resultó una prueba de fuego para los romanos. A pesar de varias derrotas, infligieron al rey del Epiro tales pérdidas que la expresión "victoria pírrica" se convirtió en sinónimo de victoria inútil. Como comandante hábil y experimentado que era, Pirro disponía un sistema de falange mixto típico, incluyendo tropas de choque de elefantes de guerra,  formaciones de infantería ligera (peltastas), unidades de élite y caballería para apoyar a la infantería pesada. Utilizando este método fue capaz de derrotar a los romanos en dos ocasiones, con una tercera batalla de dudoso resultado o que resultó en una escasa victoria táctica romana. Las batallas a continuación ilustran las dificultades de combatir contra las fuerzas de falange. Si se hallaban correctamente liderados y dispuestos (es interesante por ello comparar a Pirro con la disposición de Perseo huyendo en Pidna), presentaban una alternativa creíble a la legión pesada. Los romanos, en cualquier caso, aprendían de sus propios errores. En las batallas posteriores a las Guerras Pírricas, se mostraron como perfectos conocedores de la falange helénica.
- Batalla de Heraclea.
- Batalla de Asculum.
- Batalla de Benevento.

#### Triunfos de la infantería: Cinoscéfalos y Pidna

Disposición inicial de las tropas en la batalla de Pidna.

En esta batalla, la falange macedonia ocupaba un puesto de preferencia en terreno elevado. Sin embargo, no todas sus unidades habían conseguido posicionarse debido a las escaramuzas previas a la batalla. De cualquier modo, el avance de su ala derecha hizo perder terreno a los romanos, quienes contraatacaron en el flanco derecho y consiguieron progresar contra un ala izquierda macedonia algo desorganizada. El desenlace seguía en duda, hasta que un desconocido tribuno destacó 20 manípulos de la línea romana y efectuó un movimiento envolvente contra la retaguardia macedonia. Esto causó el colapso de la falange enemiga, asegurando la victoria para los romanos. La organización más flexible y efectiva de los legionarios se había aprovechado de las debilidades de la densa falange. Tales triunfos aseguraron la hegemonía romana en Grecia y territorios vecinos.
En Pidna, los contendientes se desplegaron en una llanura relativamente plana, y los macedonios habían reforzado la infantería con un importante contingente de caballería. A la hora de la verdad, la falange avanzó en una línea perfecta contra la línea romana, consiguiendo algún progreso inicial. Sin embargo, el suelo sobre el que debía avanzar era algo accidentado, y la poderosa formación de falange perdió su férrea cohesión. Los romanos absorbieron el choque inicial y contraatacaron; su formación más espaciada y presión incesante se mostraron decisivas en el combate cuerpo a cuerpo en terreno desigual. En combate cerrado, la espada y escudo neutralizaban la sarissa, y las armas suplementarias de los macedonios (armadura más ligera y una espada más corta, la clásica xifos) les colocaban en inferioridad ante el hábil y agresivo asalto por parte de la infantería pesada romana. Perseo no consiguió desplegar de forma eficiente tropas de apoyo para ayudar a la falange en momento de necesidad. En realidad, parece que huyó en cuanto la situación comenzaba a deteriorarse sin siquiera utilizar a la caballería. La contienda se decidió en menos de dos horas, con una completa derrota para el Reino de Macedonia.

#### Otras tácticas flexibles para enfrentarse a la falange
Las técnicas de ruptura de falanges enemigas ilustran con mayor detalle la flexibilidad del ejército romano. Cuando se enfrentaban a ejércitos falangistas, las legiones solían desplegar a los vélites frente al enemigo con la orden contendite vestra sponte, para causar confusión y pánico en los sólidos bloques de la falange. Mientras, los sagittarii o arqueros auxiliares se situaban en las alas, frente a la caballería, para cubrir la retirada de los vélites. Estos arqueros generalmente recibían la orden de eiaculare flammas - lanzar flechas incendiarias - como ocurrió en la batalla de Benevento. Las cohortes avanzaban entonces en formación de flecha, apoyados por el fuego de vélites y auxiliares, y cargaban sobre la falange en un punto concreto, rompiendo su formación. Después, la flanqueaban utilizando la caballería para asegurar la victoria.

#### ¿Por qué no fueron más efectivos contra Aníbal?
Superioridad táctica de las fuerzas de Aníbal. A pesar de no tratarse de una fuerza de falange clásica, el ejército de Aníbal se componía de contingentes "mixtos" y elementos comunes a las formaciones helénicas. Se dice que, al final de su vida, Aníbal nombró a Pirro como el comandante del pasado al que más admiraba. Curiosamente, Roma había mellado las huestes de Pirro antes del nacimiento de Aníbal, y dadas sus ventajas en organización, disciplina y movilización de recursos, surge la pregunta de por qué no se mostraron más efectivos contra los cartagineses, quienes durante la mayor parte de su campaña en Italia sufrieron de inferioridad numérica y escasez de suministros desde su tierra natal.
El genio individual de Aníbal, la profesionalidad del grueso de sus tropas (forjadas tras varios años de luchas constantes en Hispania primero y en Italia después), y su superior caballería parecen haber sido los factores decisivos. Combate tras combate Aníbal aprovechaba las tendencias de los romanos, particularmente su ansia por conseguir una victoria decisiva. Los legionarios cansados y semicongelados que emergieron del Trebia para formar en la orilla opuesta del río, son una clara muestra de cómo Aníbal manipulaba a los romanos para luchar bajo sus condiciones, y en el lugar de su elección. Las posteriores debacles en el Lago Trasimeno y Cannas redujeron a los orgullosos romanos a evitar la batalla, acechando a los púnicos desde los Apeninos, reacios a arriesgar un enfrentamiento directo en la llanura, donde la caballería enemiga tenía una clara ventaja.
Sofisticación táctica romana y capacidad de adaptación. Pero, aunque la hazaña de Aníbal subrayaba que los romanos no eran ni mucho menos invencibles, también mostraba sus virtudes a largo plazo. Aislaron y eventualmente embotellaron a los cartagineses, acelerando su retirada de Italia mediante constantes maniobras. Más importante aún, fue el contraataque que iniciaron en Hispania y el Norte de África. Se encontraban deseosos de devolver la humillación sufrida en Italia y permanecían a la defensiva, pero con una incesante tenacidad atacaban en otros lugares, para finalmente destruir a sus enemigos.
También aprendieron de esos enemigos. Las operaciones de Escipión el Africano consistían en una evolución de aquellas con las que se había enfrentado Aníbal previamente, mostrando un nivel superior de innovación, preparación y organización (comparado con Sempronio en la batalla del Trebia, por ejemplo). La contribución de Escipión consistió en parte en implementar una maniobrabilidad más flexible de las unidades tácticas, en lugar del ataque frontal en triple línea que defendían sus contemporáneos. También aprovechó de manera más eficiente la caballería, un arma que tradicionalmente menospreciaban los romanos. Sus operaciones incluyeron movimientos de tenaza, línea de batalla consolidada, y formaciones "inversas a Cannas" junto a movimientos de caballería. Sus victorias en Hispania y la campaña africana demostraron una nueva sofisticación en la forma de hacer la guerra romana, y reafirmaron la capacidad romana de adaptarse, persistir y sobreponerse a las dificultades. Ver en detalle las batallas:
- Batalla de Baecula
- Batalla de Ilipa
- Batalla de Zama

### Infantería romana contra pueblos celtas, iberos y germánicos

#### Las 'hordas bárbaras'
La visión sobre los enemigos galos de Roma ha cambiado mucho. Varios historiadores antiguos los consideran salvajes retrógrados, destructores sin escrúpulos de la civilización y gloria de Roma. Algunas visiones más modernas les ven como una luz proto-nacionalista, luchadores ancestrales por la libertad que resistían el pie acorazado del imperio. A menudo se celebra su valentía como dignos adversarios de Roma, como ocurre con la escultura del gálata moribundo. La oposición gala se componía de un gran número de gentes y pueblos diversos, que iban geográficamente desde los valles de Francia a los bosques del Rin, pasando por las montañas de Helvecia; de tal modo que es complicado categorizarles de forma homogénea. El término "galo" ha sido utilizado indistintamente para nombrar a las tribus célticas de Britania y Caledonia, añadiendo más diversidad a las gentes agrupadas bajo este apelativo. Desde un punto de vista militar, parecían sin embargo compartir varias características generales: políticas tribales con una estructura de estado relativamente escasa y poco elaborada, armamento ligero, tácticas poco sofisticadas, escasa organización, alto grado de movilidad, e incapacidad de mantener poder de combate en sus fuerzas de campo durante un largo período.
Aunque los anales populares muestran el poder de las legiones y a un grupo de comandantes carismáticos masacrando rápidamente a grandes hordas de "bárbaros salvajes" (como la escena inicial de la película americana "Gladiator" del 2000) Roma sufrió no pocas vergonzosas derrotas a manos de dichos ejércitos tribales. En el período republicano, (hacia 390-387 a. C.), los galos cisalpinos al mando de Breno , saquearon la ciudad de Roma. Incluso finalizadas las guerras púnicas, los romanos sufrieron fuertes derrotas contra los galos como el desastre de Noreia o la batalla de Arausio, ambas durante la primera guerra cimbria. En el período temprano imperial, bandas de guerra germánicas infligieron a Roma una de sus más severas derrotas, en la batalla del Bosque de Teutoburgo, que terminó en la aniquilación de tres legiones imperiales, y marcó el límite de la expansión romana en el centro de Europa. Fueron estas tribus germánicas en parte (la mayoría tenían cierta familiaridad con Roma y su cultura, y se habían romanizado ellas mismas) quienes provocaron la ruina final del poder militar romano en el oeste. Irónicamente, en las postrimerías del Imperio, la mayor parte de los combates se producían entre fuerzas compuestas mayoritariamente por bárbaros, en ambos bandos.

#### Problemas tácticos al combatir contra fuerzas celtas y germánicas

##### Ventajas de las tácticas celtas y germánicas
Cualquiera que fuese su cultura en particular, las tribus celtas y germánicas probaron ser oponentes duros, que consiguieron varias victorias contra sus enemigos. Algunos historiadores muestran que a veces se producían combates masivos en formaciones compactas al estilo falangista, solapando los escudos, y utilizando cobertura de escudos durante asedios. En batalla campal, ocasionalmente utilizaban una formación de flecha al atacar. Su mayor esperanza de éxito radicaba en cuatro factores principales:
1. Superioridad numérica.
2. Factor sorpresa (v.g. una emboscada).
3. Mediante un ataque relámpago.
4. Entrando en combate en terreno boscoso o irregular, donde las unidades de la horda podían buscar refugio mientras atacaban a distancia, hasta que llegaba el momento decisivo, o si era posible, retirándose y reagrupándose en cargas sucesivas.[30]

Las victorias celtas y germánicas más significativas muestran dos o más de estas características. La clásica batalla del Bosque de Teutoburgo contiene las cuatro: sorpresa, traición por parte de Arminio y su contingente, superioridad numérica, rápidas cargas de acercamiento, y terreno y condiciones medioambientales favorables (bosque espeso y chaparrones constantes) que limitaron el movimiento romano y dieron a los guerreros suficiente cobertura para ocultar sus movimientos y montar ataques sucesivos contra la línea romana.

##### Debilidades de las tácticas celtas y germánicas
Contra los legionarios, sin embargo, los celtas se enfrentaban a una tarea desalentadora. Individualmente, en combate singular, el feroz guerrero celta podía probablemente hacer algo más que defenderse contra un romano. En combate masivo, por el contrario, la rudimentaria organización y tácticas célticas resultaban un pobre adversario para la máquina militar romana. La fiereza de las cargas celtas es a menudo mencionada por los historiadores, y en ciertas circunstancias podía llegar a desbordar la línea romana. No obstante, la profunda formación romana permitía realizar ajustes, y la presión constante al frente convertía un largo combate en algo muy arriesgado para los celtas. Gracias a su brillante disciplina, moral y entrenamiento, los romanos eran capaces de derrotar a ejércitos celtas que les superaban ampliamente en número.
Aunque atacaran por los flancos, la legión era lo suficientemente flexible para pivotar y oponer frontalmente, si no todo, al menos una parte del ejército, bien mediante submaniobras o repliegue de líneas. La pantalla de caballería en ambas alas añadía una capa extra de seguridad. Los celtas y germanos luchaban, asimismo, con poca o ninguna armadura (a veces incluso desnudos) y utilizaban escudos de madera o cuero, más endebles que los romanos. Como menciona Polibio, hablando de la batalla de Telamón:

En efecto, el scutum romano tiene una gran ventaja sobre el galo en defensa, y el gladius para maniobrar y apuñalar en ataque. Por el contrario, la espada gala sólo sirve para cortar. La única diferencia [entre galos y romanos] individualmente o como colectivo, consistía en sus armas y armaduras.
Polibio, "Historias" ii, x

En la misma línea, ni celtas ni germanos prestaban atención a la logística a largo plazo. En general, necesitaban conseguir una posición muy ventajosa de inicio contra los romanos y romper sus líneas cuando la batalla se encontrara aún en fase temprana. Un combate en similitud de condiciones entre los guerreros tribales ligeramente armados, y los bien organizados y armados legionarios, a menudo implicaba la fatalidad para aquellos.

##### Carros de guerra celtas
No obstante lo anterior, los celtas mostraron un alto grado de poder táctico en algunas áreas. Los carros de guerra celtas, por ejemplo, mostraron un alto grado de integración y coordinación con la infantería. Los anales de Polibio, que se remontan a la batalla de Telamón, e historiadores más tardíos como Diodoro de Sicilia, mencionan la utilización de carros de combate en los ejércitos galos que invadieron Roma. Los celtas aparentemente utilizaban carros con un conductor y un guerrero de infantería ligera, armado con jabalinas. Durante el choque, el carro dejaría al infante en tierra y se retiraría a cierta distancia, en reserva. Desde esta posición podía recoger a las tropas de asalto si las cosas se ponían feas, o recogerles y llevarlos a algún otro lugar. A pesar de ello, los carros resultaban un arma cara y frágil y, para el siglo III a. C., se habían convertido en un arma escasamente utilizada en detrimento de la caballería.

##### Guerrilla celtibérica
La zona de conflicto ibérica. Los pueblos celtíberos emprendieron una lucha obstinada contra la hegemonía romana. Lucharon continuamente en la península ibérica, con varios niveles de intensidad, durante más de dos siglos. Hispania había sido conquistada por los cartagineses, que lucharon contra distintas tribus para crear colonias y un imperio comercial, principalmente costero. Las derrotas cartaginesas a manos de Roma enfrentaron a los locales a un nuevo poder colonial. Tribus como los ilergetes, suesetanos, vacceos o lusitanos de Viriato opusieron una dura resistencia a la dominación romana. La Guerra Lusitana y la Guerra Numantina son solo ejemplos del prolongado conflicto, que se extendió a lo largo de 20 décadas de la historia romana. El conflicto se prolongó con las Guerras Sertorianas. La subyugación total no fue conseguida hasta el Imperio, en época de Octavio Augusto. La eterna e implacable contienda convirtió a Hispania en un lugar ominoso para los soldados romanos. Sir Edward Creasy, en su obra "Las Quince Batallas Decisivas del Mundo" comentaba esto sobre los conflictos ibéricos:

"La guerra contra los iberos, quienes, de todas las naciones subyugadas por Roma, defendieron su libertad con la mayor obstinación... los romanos de ambas provincias [Citerior y Ulterior] eran derrotados en tantas ocasiones, que nada era más temido para un legionario en Roma que ser enviado allí

Tácticas romanas. Roma utilizó sus métodos estándar, con especial énfasis en tropas ligeras, combinadas con caballería e infantería pesada para enfrentarse a las tácticas de movilidad o guerrilla utilizadas por los iberos. Los castri fortificados resultaban un importante añadido a la hora de proteger a las tropas, y actuar como centros de operaciones. Aunque el resultado de un combate a campo abierto era dudoso, los romanos desempeñaron su labor bastante bien cuando asediaban ciudades iberas, eliminando de manera sistemática a los líderes enemigos, bases de suministro y focos de resistencia.La destrucción de recursos ibéricos por medio de la quema de campos de grano o demolición de poblados ejerció una fuerte presión sobre la población nativa. Las operaciones de Escipión durante la Guerra Numantina ilustran estos métodos, lo que incluía una vigilancia constante y una radicalización en la disciplina legionaria. Otras tácticas romanas incluían la esfera política, como los tratos de "pacificación" de Graco, traición y engaños, como en las masacres de los líderes tribales llevadas a cabo por Lúculo y Galba bajo la patraña de negociación. Roma confiaba a menudo en dividir internamente las tribus. Utilizaba en este sentido una estrategia de "divide y vencerás", con tratos competitivos (y en ocasiones poco sinceros) negociando el aislamiento de ciertas facciones, y utilizando tribus aliadas para subyugar a otras.
Tácticas celtíberas. Mientras luchaban por su autonomía y supervivencia, las tribus ibéricas utilizaban ciudades fortificadas o fuertes para defenderse contra sus enemigos, lo que combinaban con una guerra de movilidad que variaba desde grandes unidades comprendiendo miles de hombres a pequeñas bandas de guerrilleros. Los jinetes celtíberos eran superiores en habilidad a los romanos, un hecho probado años antes con el papel clave que jugó dicha caballería en las victorias de Aníbal. La libertad de movimientos y conocimiento del terreno ayudaron a las tribus en gran medida. Una de las emboscadas más fructíferas fue realizada por un jefe local llamado Caro, que acabó con 6000 romanos en un ataque combinado de caballería e infantería. Otra la llevó a cabo Caesarus, que se aprovechó de una desordenada persecución de que era objeto por parte de los romanos, al mando de Mumio, para tenderle una trampa que resultó en 9000 bajas para los legionarios. Otra táctica similar tuvo éxito ante Galba. Estas batallas, incluyendo tácticas y características particulares de los jefes celtíberos, están relatadas con todo lujo de detalles en la Historia de Roma de Apiano «Guerras Extranjeras: Las Guerras Hispánicas».
Armamento. Varios historiadores han elogiado la calidad de las armas ibéricas, como la conocida falcata o la lanza de una sola pieza llamada por los romanos soliferreum, asimilable al pilum. También utilizaron otras más ingeniosas como la falárica, a medio camino entre lanza y arma incendiaria. Filón de Bizancio relata el proceso de construcción de las espadas iberas, compuestas de tres cuerpos: dos duros, que correspondían con los laterales y el doble filo, y uno blando en el interior, lo que les otorgaba una encomiable flexibilidad. El escudo utilizado por las tropas ligeras, conocido como caetra era de un tamaño más pequeño y manejable, lo que les otorgaba una razonable defensa al mismo tiempo que una gran movilidad al utilizar tácticas de guerrilla.
Victoria por guerra de desgaste. A pesar de ello, como ocurrió en sus batallas contra otros pueblos, la tenaz persistencia romana, mayores recursos y mejor organización sometió a sus oponentes con el tiempo. Este aspecto "agotador" de la aproximación romana contrasta con la noción de mandos brillantes tan a menudo retratadas en relatos populares sobre la infantería romana. Al lado de líderes capaces como los Escipiones o los Gracos, el rendimiento romano en general fue mediocre, comparado con el desarrollado contra los púnicos y otros pueblos. En Hispania, se enviaron constantemente recursos para curar la herida abierta hasta que esta terminó cerrándose, 150 años más tarde: una lenta, y ácida contienda de marchas eternas, asedios y luchas constantes, tratos rotos, poblados ardiendo y esclavos capturados. Mientras el Senado Romano y sus sucesores siguieran dispuestos a reemplazar y gastar más personal y materiales década tras década, la victoria podía ser conseguida mediante una estrategia de agotamiento. Tal patrón formaba una parte integral de la "forma romana" de hacer la guerra.

#### Anatomía de una victoria: Julio César contra los galos

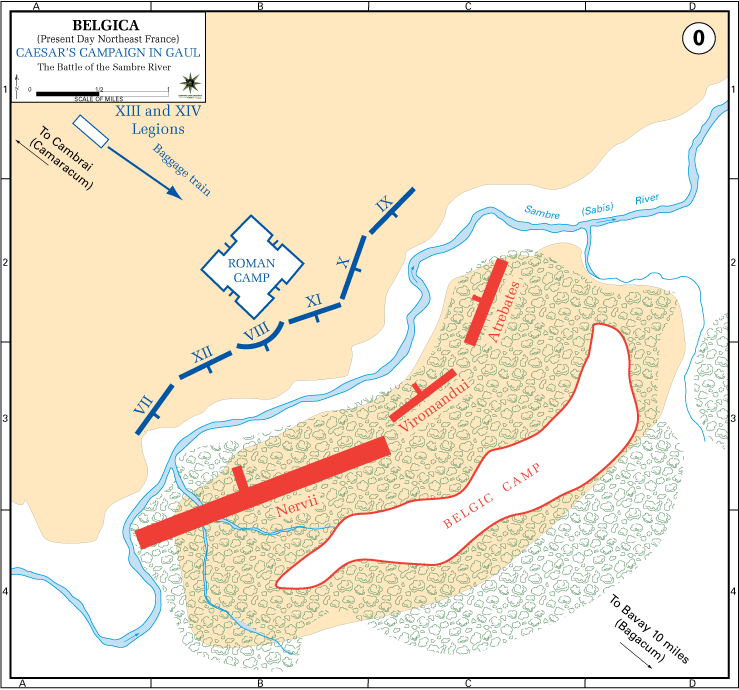
Mapa táctico del ataque galo en el río Sambre. Los bosques cercanos al río ocultaron los movimientos galos por completo hasta el momento exacto de efectuar un ataque relámpago, que a punto estuvo de liquidar las posiciones romanas.

La movilidad del ejército galo y su gran número a menudo ponía en problemas a las armas romanas, bien desplegados en ejércitos móviles, bandas de guerrilleros o en una decisiva batalla campal. Lo confirma la dureza de la campaña de las Galias, donde a César le faltó muy poco para ser derrotado, aunque esto también prueba la superioridad táctica y disciplinar romana. En la batalla del Sabis, contingentes de los nervios, atrébates, viromanduos y aduáticos se reunieron en secreto en los bosques cercanos, mientras el grueso de la tropa romana se encontraba algo disperso. En cuanto comenzó la construcción del campamento, las fuerzas bárbaras lanzaron un feroz ataque, cruzando en tromba por el vado y atacando con velocidad de relámpago a los incautos romanos.
La situación parecía inmejorable para los galos: se cumplían las cuatro condiciones mencionadas más arriba: superioridad numérica, factor sorpresa, ataque rápido y terreno favorable que ocultaba sus movimientos hasta el último minuto. Ciertamente, el comienzo fue espectacular, y la disposición inicial de los romanos fue empujada a retroceder. Parecía muy posible que se produjera una ruptura en las filas de la legión. Julio César en persona hubo de animar a secciones enteras de su amenazado ejército, imprimiendo resolución en sus tropas. Con su acostumbrada disciplina y cohesión, los romanos comenzaron a recuperar terreno, rechazando el ataque bárbaro. Una última carga de la tribu de los Nervi, que cruzó un hueco dejado en las filas romanas, estuvo a punto de cambiar las tornas de nuevo, cuando los guerreros en carrera capturaron el campamento e intentaron rebasar los flancos de la legión, que se hallaban en combate con el resto de la horda tribal.
La fase inicial del choque pasó, no obstante, y siguió un trabado combate. La llegada de dos legiones de refuerzo que se habían mantenido en reserva, guardando los suministros, reforzaron las líneas romanas. Comenzó entonces un contraataque por parte de estas, lideradas por la Legión X Equestris, que desarboló las filas de los bárbaros, quienes partieron en retirada. Fue un combate muy parejo, que ilustraba tanto el poder combativo de las fuerzas tribales como la tranquila y disciplinada cohesión de los romanos. En última instancia, fue esto último lo que resultó decisivo para la larga y costosa conquista de la Galia. Aunque existían grandes diferencias entre las distintas tribus, el historiador alemán Hans Delbrück indica en su "Historia del Arte de la Guerra":

[...] la superioridad del arte romano de combatir se basaba en la organización del ejército como un todo, un sistema que permitía a grandes cantidades de hombres concentrarse en un punto determinado, moverse en formación ordenada, ser alimentados, residir, conjuntamente. Los galos eran incapaces de llevar a cabo ninguna de estas cosas.

### Infantería romana contra caballería enemiga

#### Problemas tácticos al luchar contra la caballería
La caballería de sus enemigos representó uno de los más duros retos a los que hubo de enfrentarse la infantería romana. La combinación de ataque a distancia y fuerza de choque, con una gran movilidad, que representaba la caballería, se aprovechaba de las principales debilidades de la legión: su despliegue y movimientos relativamente lentos.
La derrota a manos de potentes fuerzas de caballería es un elemento recursivo en la historia romana, como ilustran las campañas de Aníbal, donde jinetes númidas y celtíberos rebasaban repetidamente los flancos de la formación romana, propinando devastadores golpes en las alas y retaguardia. La gran victoria de Aníbal en Cannas (considerada una de las mayores catástrofes militares de la era romana) consistió principalmente en un combate de infantería, pero el papel principal lo jugó la caballería, como en tantas otras victorias.
Una demostración más dramática incluso de la vulnerabilidad romana se muestra en las numerosas guerras contra los partos y su caballería pesada. Los partos y sus sucesores utilizaban grandes números de jinetes arqueros, con armadura ligera y rápidos caballos, para acosar y escaramuzar con el enemigo, y daban el golpe de gracia con lanceros acorazados conocidos como "catafractos". Ambos tipos de tropas utilizaron poderosos arcos compuestos que lanzaban flechas con la potencia suficiente para perforar las armaduras romanas. Los catafractos servían entonces como tropas de choque, que cargaban con la fuerza de un ariete contra las filas romanas, una vez se habían "ablandado" tras los enjambres de flechas. Al mismo tiempo, utilizaron una estrategia de "tierra quemada" contra los romanos, rehusando las grandes batallas campales, mientras les atraían más y más a terreno desfavorable, donde escaseaban sus suministros y no disponían de una línea de retirada segura. La devastadora derrota de la infantería romana en Carras hacía que la caballería parta pareciera invencible.

#### Utilización de armas combinadas para enfrentarse a la caballería con éxito
Ya Alejandro Magno había utilizado este método durante sus campañas. Atacaba a los jinetes asiáticos con destacamentos de infantería ligera, escaramuzadores y arqueros, y los expulsaba del campo de batalla mediante cargas de su caballería pesada. La variante romana utilizaba esta misma aproximación de "armas combinadas", dando mayor importancia al papel de la infantería. En épocas tardías, sin embargo, creció la importancia y número de la caballería: en particular, la mitad oriental del Imperio confiaría casi por completo en sus fuerzas de caballería. 
Aún en el mediodía del soldado de a pie, se desplegaban grandes unidades de escaramuzadores ligeros con las legiones, para interceptar a los rápidos jinetes a una distancia razonable. La caballería romana desempeñaba un rol importante, consistente en "apantallar" a la fuerza principal, interceptando destacamentos enteros de jinetes merodeadores. Utilizando estos apoyos, las pesadas legiones eran capaces de entrar en contacto con la caballería enemiga. 
Modificaciones de Ventidio. El general romano Publio Ventidio Baso tomó las riendas del reajuste de la legión para enfrentarse a los enemigos montados, en concreto los partos. Enviado por Marco Antonio a Siria para detener la invasión parta del 40 a. C., venció a los asiáticos hasta en tres ocasiones, donde dio muerte a otros tantos generales de Partia. Las principales modificaciones tácticas aportadas por Ventidio fueron:
1. Mayor capacidad de disparo. Ventidio buscaba neutralizar la superioridad parta en fuego a distancia, añadiendo más unidades a distancia él mismo. Añadió contingentes de honderos a sus legiones, cuyo fuego a distancia fue básico para mantener alejados a los jinetes partos en diferentes batallas. En combates posteriores, otros comandantes romanos incrementaron el número de unidades de caballería y honderos, siendo estos últimos aprovisionados con balas de plomo, que permitían un mayor rango de disparo y poder destructivo.[44]
2. Cuadrado Hueco Esta táctica proveía una defensa en todas direcciones, dejando un pivote para comenzar la ofensiva. En el cuadro, las tropas podían parapetarse contra los enjambres de flechas utilizando sus grandes escudos. Esto, por supuesto, ralentizaba su avance y les hacía vulnerables a las cargas de los catafractos. Las legiones aguantaban estas cargas resolutivamente, utilizando sus pila a modo de picas, que ofrecían una sólida estacada de acero al enemigo. Dentro del cuadro se concentraban fuerzas de arqueros para contrarrestar el fuego, y unidades de caballería posicionadas para contraatacar. El cuadrado hueco era más vulnerable cuando el terreno hacía perder cohesión a la formación (escalando una montaña, cruzando una garganta o un puente, por ejemplo). En tal caso, subsecciones de la legión debían ser redesplegadas para suministrar cobertura hasta que el ejército había superado el escollo. La organización flexible de la legión facilitaba estas maniobras, y permitía asegurar la supervivencia hasta que los romanos llegaban al corazón de las tierras del enemigo e iniciaban asedios contra sus ciudades, saqueaban y quemaban sus campos.[45]
3. Dispersión y avance rápido. La maniobra de dispersión no podía tratarse de una única carga a grupos de arqueros montados, ni una inocua persecución mientras estos lanzaban "disparos partos" con sus arcos. Debía amenazarles de una forma creíble, utilizando un movimiento de tenaza o bloqueando una ruta de escape. La consecución de puntos estratégicos por parte de las unidades ligeras romanas ayudaban a este proceso, obstruyendo posibles vías de ataque y suministrando puntos de anclaje que permitían contraatacar a otros destacamentos en maniobras, o bien retirarse con seguridad si empeoraban las condiciones del combate. Las tropas de vanguardia debían ser lo suficientemente rápidos para detener o neutralizar la oposición. Al mismo tiempo, debían ser capaces de apoyarse mutuamente, o podían ser fácilmente aislados y destruidos. La clave residía en tomar la iniciativa contra los jinetes enemigos sin fragmentar peligrosamente a las tropas propias.

Resultado desigual contra enemigos a caballo.
Las primeras victorias romanas de entidad contra el temible enemigo parto se producen bajo el dominio de Trajano, que arrebató grandes territorios a los partos y recibió por ello el sobrenombre de Parthico (h. 114). Medio siglo más tarde, en 166, Lucio Vero, hermano y coemperador junto a Marco Aurelio, vuelve a invadir Persia como respuesta a la conquista parta de Armenia. Reconquista Armenia, instalando un rey pro-romano en el trono, asegura el norte de Mesopotamia, y arrasa Ctesifonte, la capital del Imperio Parto.
La campaña del emperador Juliano el Apóstata contra el Imperio sasánida es bastante ilustrativa en este aspecto, a pesar de que las fuerzas julianas no estaban compuestas principalmente por infantería pesada como habría ocurrido tiempos atrás. Contra Juliano, los persas rehusaron ofrecer batalla, quemando los campos frente al ejército romano y arrastrándoles a una guerra de desgaste. Pronto, ralentizaron el avance de Juliano hacia la capital enemiga. Rehusando regresar por el camino que había venido, se vio forzado a abandonar el tren de suministros y la flota mercante que había traído navegando Éufrates abajo. Dividió entonces su ejército, dejando a 30.000 hombres detrás, antes de avanzar hacia la capital enemiga. El 29 de mayo de 363, se produjo finalmente un combate a gran escala, cerca de la capital persa, Ctesifonte. Enfrentándose a una fuerza de caballería que amenazaba con diezmar sus tropas a base de fuego de flechas, y viendo el peligro de quedar rodeado, Juliano dispuso a sus tropas en forma de luna creciente, ordenando un avance simultáneo de ambos flancos y evitando al mismo tiempo ambos peligros. El ardid tuvo éxito. Tras una larga batalla, los persas se retiraron, concediendo una victoria táctica (aunque a un alto precio para los romanos, según algunos historiadores). Los trabajos del historiador romano Amiano Marcelino ofrecen una descripción detallada de la campaña persa, incluyendo la rápida carga de la infantería pesada romana bajo el mando de Juliano.

Para evitar que las ráfagas preliminares de los arqueros rompieran nuestras filas, él (Juliano) avanzó por ambos lados, arruinando el efecto de su fuego [...] La infantería romana, en orden cerrado, efectuó una poderosa carga que empujó a las tropas enemigas ante ella.

Los comentarios de Marcelino ponen de relieve el contraste en espíritu combativo de la infantería romana y persa, diciendo sobre estos últimos que tenían "aversión a luchar batallas campales de infantería". En un combate anterior frente a los muros de Ctesifonte, el historiador indica la importancia de un rápido avance de los soldados a pie:

Ambos bandos lucharon cuerpo a cuerpo con lanzas y espadas desenvainadas, pues cuanto antes contactaban nuestros hombres con la línea rival, menor era el peligro de exponerse a una flecha enemiga

Aunque Juliano finalmente no consiguiera su objetivo (terminaría muriendo en esta campaña), y a pesar de que la fuerza romana incluía grandes contingentes de caballería, sus métodos y los de Ventidio antes que él mostraban que la infantería, manejada efectivamente y trabajando en conjunto con otros contingentes, podía enfrentarse al reto que suponía un ejército de caballería. Las fuerzas de Juliano contenían diferentes tipos de infantería, desde las tropas élite de choque de la guardia imperial (Iovani y Herculiani) a otras levas de menor entidad.

### Valoración de la infantería romana

#### Efectividad de la infantería romana
Varias de las campañas militares de Roma muestran o bien una invencibilidad sostenida, o un genio deslumbrante. El rendimiento romano en muchas batallas resultaba o bien poco impresionante o desastroso. Cuando de emboscadas se trataba (como la debacle del bosque de Teutoburgo), las fuerzas romanas parecían proclives a recibir cargas sucesivas, como ocurría siglos antes en el lago Trasimeno. A lo largo de la república, fueron derrotados por generales como Pirro, Aníbal y otros muchos líderes enemigos. También sufrieron importantes derrotas contra enemigos a caballo, como los partos o sasánidas. Y sin embargo, con el tiempo, los romanos no solo se reponían de estas derrotas, sino que en su mayor parte acababan con o neutralizaban a sus enemigos. ¿Cómo era posible que lo consiguieran ante tal variedad de enemigos, en diferentes épocas y lugares, más numerosos, mejor liderados o más preparados?

#### Factores principales para el éxito romano
Algunos elementos que hicieron de los romanos una fuerza militar efectiva, a nivel táctico y estratégico, fueron:
Eran capaces de copiar y adaptar las armas y métodos de sus enemigos de forma eficiente. Algunas armas, como el gladius hispanicus fueron adoptados por los legionarios si resultaban más efectivos que su propio armamento. En otros casos, era posible que los romanos invitaran a enemigos especialmente duros o peligrosos a servir en el ejército romano, como auxiliares. En la esfera naval, los romanos siguieron varios de los métodos utilizados por la infantería, abandonando sus viejos diseños, copiaron y evolucionaron la trirreme púnica (mediante el corvus entre otros detalles estructurales), convirtiendo las batallas navales en combates de infantería sobre cubierta.
La organización romana era más flexible que la de la mayoría de sus rivales. No solo era superior a la de los pueblos tribales, que a menudo atacaban en masa y descoordinados, que consistían la mayor parte de sus enemigos; en contraste, la infantería pesada romana era capaz de adoptar diferentes formaciones y métodos de combate dependiendo de la situación. Desde la formación de tortuga en asedios, hasta el cuadro de infantería utilizado contra enemigos a caballo, pasando por unidades combinadas para enfrentarse a la guerrilla ibérica. Los patrones de tablero o línea triple además, permitían cambiar de una formación a otra en combate, y la organización jerárquica de las unidades permitía que los oficiales hicieran su trabajo con una alta efectividad. Eran capaces de improvisar tácticas ingeniosas, como hizo Escipión en Zama, dejando amplios huecos entre líneas para permitir el paso de los elefantes: colocando vélites a ambos lados para asaetearlos y empujarlos de vuelta hacia las líneas cartaginesas, para luego cerrar los espacios en una única línea que se enfrentó a los veteranos de Italia del ejército de Aníbal.
La disciplina, organización y sistematización logística mantenían la efectividad combativa durante largos períodos. Es de reseñar el sistema de campamentos fortificados o castra, que permitían al ejército una defensa digna del mejor fuerte permanente, descansar y reaprovisionarse para la batalla. La logística romana era capaz de mantener el poder combativo durante largos periodos, desde el reavituallamiento y almacenamiento de suministros rutinario, a la construcción de carreteras militares, arsenales estatales y fábricas de armas. En la guerra naval se organizaban convoyes periódicos, pieza clave en la derrota de Cartago. La muerte de un líder, por regla general, no desmoralizaba de manera apreciable a las tropas, pues un nuevo líder emergía y seguía el combate. En la derrota infligida por Aníbal junto al río Trebia, 10 000 romanos escaparon del desastre hacia un lugar seguro, manteniendo el orden y la cohesión en retirada, cuando la línea a su alrededor huía en desbandada. Esto da testimonio de su organización táctica y disciplina.
Eran capaces de absorber y reemplazar las pérdidas a largo plazo y estaban mejor dispuestos a ello que sus oponentes. A diferencia de otras civilizaciones, los romanos proseguían la lucha sin descanso, hasta que sus enemigos habían sido totalmente destruidos o neutralizados. El ejército actuaba para instaurar la política romana, y no se le permitía detenerse hasta que recibía una orden directa del Emperador o un decreto del Senado.
Contra sus enemigos europeos, particularmente en Hispania, la tenacidad y superioridad material romana consiguió finalmente acabar con toda oposición. Las tribus europeas no poseían una infraestructura económica o estatal capaz de aguantar largas campañas, lo que les hacía a menudo (aunque no siempre) susceptibles de aceptar la hegemonía romana. La derrota del bosque de Teutoburgo podría ser vista como una excepción, pero aun así, los romanos regresaron a la guerra cinco años más tarde con un poderoso ejército contra los pueblos germánicos. El hecho de que exista un límite en la tenaz persistencia no niega la regla general.
Cuando los romanos se enfrentaban a otra estructura imperial, como el Imperio Parto, las cosas se complicaban, y en ocasiones se veían obligados a llegar a un acuerdo. No obstante, no cambiaba la regla general de la persistencia romana. Roma sufrió sus mayores derrotas contra la sofisticada Cartago, en especial en Cannas, y se vio obligada a evitar batalla durante un largo periodo. Con el tiempo, sin embargo, reconstruyó sus fuerzas en tierra y mar, y persistieron en la lucha, asombrando a los púnicos, que esperaban una rendición de la república romana. Contra los partos, los romanos no se detuvieron ante las terrible derrotas, pues invadieron el territorio persa en varias ocasiones tiempo después; y aunque la propia Partia nunca fue conquistada por completo, Roma impuso su hegemonía en la zona.
El liderazgo romano era mixto, pero efectivo para asegurar el éxito militar. Desastres en el liderazgo ocurrieron a menudo en la historia militar romana: Varrón en Cannas o Craso en Carras son fieles ejemplos de ello. La estructura política romana, sin embargo, producía un ilimitado suministro de hombres capaces y dispuestos a dirigir a las tropas en combate. No era inusual para un general derrotado el ser ridiculizado por sus enemigos políticos en Roma, incluso en ocasiones viendo confiscadas parte de sus propiedades o escapando de la muerte a duras penas. La oligarquía senatorial, con todas sus maniobras e interferencias políticas, ejercía las funciones de supervisar y auditar las tareas militares. Algo que se tradujo en resultados a lo largo más de un milenio, tiempo durante el cual Roma vio nacer a líderes capaces como Escipión o Julio César.
Es importante indicar la gran cantidad de suboficiales que utilizaban los romanos, lo que aseguraba coordinación y orientación de las tropas. La iniciativa de estos hombres jugó un papel importante en el éxito de Roma, como evidencian las acciones del tribuno desconocido en la batalla de Cinoscéfalos. Este liderazgo se ve fuertemente ligado a los famosos centuriones romanos, verdadera espina dorsal de la organización legionaria. Aunque no puedan considerarse modelos de perfección, inspiraban un tradicional respeto.
La influencia de la cultura cívica y militar romana daba al sistema militar romano motivación y cohesión. Tal cultura incluía, aunque no estaba limitada a:
1. El valor otorgado a la ciudadanía romana.
2. El reclutamiento de hombres libres en unidades de infantería, a diferencia de la utilización masiva de contingentes extranjeros, como mercenarios o esclavos.
3. Lealtad a las unidades combatientes (la legión), típicamente romanas en educación y disciplina.

La calidad de ciudadano conllevaba valiosos derechos dentro de la sociedad romana, y resultaba otro elemento más que permitía la estandarización e integración de la infantería.

### Declive de la infantería: controversias
Toda historia de la infantería romana se enfrenta a los factores que llevaron a su declive. Tal declive, por supuesto, está asociado a la decadencia de la economía, sociedad romana y escenario político. A pesar de ello, es de notar que la desaparición final de Roma fue consecuencia de una derrota militar, por muy plausible que sea la pléyade de teorías aventuradas por eruditos e historiadores, que oscilan desde bases impositivas reducidas, lucha de clases, o decadencia de sus líderes. Se discutirán aquí dos de los principales factores barajados por los eruditos militares: barbarización de la infantería y evolución a una estrategia de "defensa móvil". Existen una serie de controversias y opiniones contrapuestas en esta área.

#### Las nuevas legiones
Para combatir las incursiones y ataques de sus enemigos fronterizos, cada vez más frecuentes, las legiones cambiaron desde una fuerza lenta y pesada a una tropa cada vez más ligera, además de introducir elementos de caballería cada vez a mayor escala.
Esto implicó que la nueva infantería perdiera el increíble poder de ataque que tenían las tempranas legiones, lo que se tradujo en que, a pesar de que la probabilidad de entrar en batalla fuera mucho mayor, tuvieran menos posibilidades de ganarla. El inferior tamaño de esta nueva legión también influía en este hecho.
Los jinetes romanos, aunque rápidos, eran muy débiles en comparación con los invasores hunos, godos, vándalos y sasánidas. Esta ineficacia se demostró en Cannas y posteriormente en Adrianópolis: en ambos casos, la caballería fue totalmente destruida por un enemigo montado muy superior y mejor entrenado para este tipo de combate.

#### «Barbarización» de la infantería pesada
La «barbarización» es un tema recurrente en muchos trabajos sobre Roma (ver Gibbon, Mommsen, Delbrück, y otros). En esencia, se discute que la barbarización creciente de las legiones pesadas debilitó la calidad de las armas, entrenamiento, moral y efectividad militar a largo plazo. Los cambios armamentísticos descritos más arriba son solo un ejemplo.
Se puede argüir que la utilización de personal bárbaro no resultaba un hecho novedoso. Aunque esto es cierto, dicha utilización se veía claramente definida al "estilo romano": era el personal bárbaro quien debía adaptarse a los estándares y organización romana, y no a la inversa. En el ocaso del Imperio, sin embargo, esto no era así. Prácticas como permitir el establecimiento de grandes contingentes de población bárbara dentro de las lindes del Imperio, la laxitud de la calidad de ciudadanía romana, uso creciente de tropas extranjeras y relajación o eliminación de la severa disciplina tradicional, de su organización y control, contribuyeron al declive de la infantería pesada.
Los emplazamientos foederati, por ejemplo, consistían en grandes contingentes bárbaros acomodados en territorio romano, con su propia organización y bajo sus propios líderes. Tales agrupaciones mostraban una tendencia a obviar el "modo romano" de organización, entrenamiento, logística, etc., en beneficio de sus propias ideas, prácticas y métodos. Estos emplazamientos pudieron haber traído la paz política a corto plazo para las élites romanas, pero a largo plazo su efecto fue negativo, pues rompía las ventajas tradicionales de la infantería pesada en cuanto a entrenamiento de batalla, disciplina y despliegue sobre el campo. Del mismo modo, dado que los bárbaros recibían un trato igual o mejor con mucho menor esfuerzo, la "vieja guardia" fue decayendo y no recibía alicientes para perpetuar las viejas costumbres. En efecto, estos contingentes de "aliados" a menudo se volvían contra los romanos, devastando y saqueando amplias áreas e incluso atacando formaciones del ejército imperial.

#### ¿Perjudicó la «reserva móvil» el poder combativo romano?
Algunos historiadores cuestionan que existiera una «reserva móvil», tal y como se entiende en la actualidad, en tiempos del Imperio, argumentando en su contra que los cambios organizativos representan una serie de ejércitos expedicionarios desplegados en distintas áreas del Imperio cuando se les necesitaba, particularmente en Oriente. Otros apuntan a las graves dificultades fiscales e inestabilidad política del imperio tardío, factores estos que complicaban la prosecución de los métodos militares tradicionales.
Ventajas de la estrategia de reserva móvil
Esta estrategia, tradicionalmente identificada con Constantino, supuso un giro de 180 grados en la política fronteriza tradicional, que se caracterizaba por fortificaciones resistentes en los lindes del Imperio, respaldadas por legiones permanentes cercanas a las zonas en conflicto. Por el contrario, las mejores tropas se disponían en una "reserva móvil" más centralizada, que sería desplegada en áreas conflictivas a lo largo del Imperio. Algunos, como Luttwak o Delbrück, opinan que se trataba de un acierto, dadas las crecientes dificultades para gobernar el vasto Imperio, donde la inquietud política y dificultades financieras hacían el viejo sistema imposible de mantener. Algunos escritores como Luttwak condenan el viejo estilo, comparándolo a una gigantesca 'línea Maginot', que ofrecía una falsa sensación de seguridad en las postrimerías del Imperio.
Desventajas de la estrategia de reserva móvil
Escritores antiguos, como Zósimo (siglo V) condenaron la política de reservas móviles aduciéndola a un debilitamiento progresivo de la fuerza militar. Otros historiadores modernos, como Ferrill, también ven este sistema como una estrategia errónea, arguyendo que las tropas de limitanei que permanecían en las fronteras eran de baja calidad, los verdaderos encargados de frenar al enemigo hasta que la distante "reserva móvil" llegaba. Aunque el descenso de calidad no ocurrió de manera inmediata, con el tiempo, los limitanei evolucionaron hacia tropas ligeras, centinelas pobremente armados cuya efectividad para detener a los cada vez más numerosos merodeadores bárbaros era, cuanto menos, dudosa. La centralización de la infantería de élite se basaba también en motivos políticos (respaldando el poder interno del emperador y algunas personalidades) más que en la realidad militar. Del mismo modo, desdeña la aproximación de "línea Maginot" sugerida por Luttwak, aduciendo que dichas legiones tradicionales y caballería de apoyo podían ser redesplegadas hacia un lugar problemático en la misma frontera.

### Ocaso de la infantería de élite
Existen otras muchas facetas en la controversia sobre el fin de las viejas legiones, pero sea cual sea la escuela de pensamiento, todos se muestran de acuerdo en que los valores tradicionales y el armamento de la vieja legión pesada entró en decadencia. Vegecio, un escritor del siglo IV, en lo que es uno de los trabajos militares más influyentes en el mundo occidental, subrayó esta decadencia como parte de un equipo integrado entre caballería e infantería ligera. En los últimos años, esta fórmula que había reportado tantos éxitos se fue esfumando. Atrapada entre el crecimiento de infantes más ligeramente armados y desorganizados, y las cada vez más numerosas formaciones de caballería dentro de las fuerzas móviles, los "pesados" como fuerza dominante, se marchitaron. Esto no implicó que desaparecieran completamente, pero su reclutamiento masivo, formación, organización y despliegue como parte esencial del sistema militar romano se vio grandemente afectado. Irónicamente, en las últimas batallas del Imperio Occidental, las derrotas sufridas fueron infligidas por fuerzas de infantería (muchos luchaban pie a tierra).
El historiador Arther Ferrill aprecia que incluso hacia el final, algunas de las viejas formaciones de infantería seguían utilizándose. Tales agrupaciones eran cada vez menos efectivas, sin la severidad en orden y disciplina, instrucción y organización de los viejos tiempos. En la batalla de Chalons (hacia 451), Atila el huno arengó a sus tropas mofándose de la una vez respetada infantería romana, alegando que no hacían más que acurrucarse tras una pantalla de escudos en formación cerrada. Ordenó a sus tropas ignorarles y atacar a los potentes alanos y visigodos en su lugar. Era un triste comentario hacia la fuerza que una vez había dominado Europa, el Mediterráneo y la mayoría del Medio Oriente. Aunque es cierto que en Chalons la infantería romana contribuyó a la victoria al capturar terreno elevado en medio del campo de batalla, sus días habían pasado ya, era el momento de las levas masivas de foederati bárbaros.